# Phaeosoma atricorne
Phaeosoma atricorne är en tvåvingeart som först beskrevs av Josef Mik 1885.  Phaeosoma atricorne ingår i släktet Phaeosoma och familjen fläckflugor. Inga underarter finns listade i Catalogue of Life.